# Ceno (Fluss)
Der Ceno ist ein 63 Kilometer langer, nicht schiffbarer Fluss in der norditalienischen Poebene. Er entspringt am Monte Penna im Apennin und bildet den linken Nebenfluss des Taro, in den er bei Fornovo di Taro mündet. Hauptsächlich durchfließt er dabei die Provinz Parma in der Region Emilia-Romagna.
Der etymologische Ursprung des Namens „Ceno“ geht auf den keltischen Volksstamm der Cenomanni zurück, die nach Polybios um 400 v. Chr. nach Norditalien eingewandert waren.
Das Tal des Ceno ist ein bekannter Fundort für metamorphe Mineralien. Unter anderem kommt hier der Lherzolith vor.